# 費翔
費翔（1960年12月24日—），美籍台灣男歌手及電影、電視演員與美國百老匯音樂劇演員，中華民國新北新店人。1980年代在臺灣出道並走紅，之後往東南亞發展，在新加坡被評選為亞洲十大歌星之一。在1987年中国中央电视台春节联欢晚会上凭《故鄉的雲》及《冬天里的一把火》成为那个年代的中国大陆国民偶像，是第一位到中國大陸发展的臺灣歌手，至1989年在中國大陸舉辦了65場個人演唱會，後來淡出螢光幕前，定居在英國。
1990年費翔到美國發展，參與美國「百老匯」的演出，得到“世界音樂劇教父”安德魯·洛伊·韋伯（Andrew Lloyd Webber）認可，選為其專題作品演唱會主唱之一。 費翔於1997年重返中國大陸，2000年回到臺灣，錄製發行了全中文的百老匯音樂劇精典唱段專輯。費翔同時製作了新概念的流行音樂專輯，參與了電視及電影演出。費翔引發了觀眾懷舊熱潮。費翔在華語樂壇，有其獨特性，是惟一一位橫跨亞洲流行音樂與美國百老匯音樂劇領域的歌手。
他是纽约乐队经理人安雅·菲利普斯的弟弟。

## 家庭
- 母親：毕丽娜是生於哈爾濱的北京人。國共內戰末期，随夫（后离异）到臺灣做電台播音[9]，後來與美國駐臺武官Wade Phillips結婚，育有一女一男[8]。
- 父親：Wade Phillips（中文名字：费伟德）是來自美國匹茲堡的軍人，后任美国驻台武官。
- 姐姐：安雅·菲利普斯（Anya Philips），1955年出生，1970年代赴美，后来成為一名活跃于纽约的樂團經紀人与服装设计师，對1970年代末紐約無浪潮（英语：No Wave）的時尚產了重要影響[8]。1981年6月19日因癌症病逝於美國[10]。

## 生平
費翔是美台混血兒，在中华民国臺灣出生，在新店七張長大，在臺北美國學校畢業，進入美國史丹福大學學習 時的名字是Bart Phillips。1年後費翔因對戲劇的熱愛毅然轉入該校戲劇系，後考入紐約一所著名的專攻舞臺表演的戲劇學校 - 纽约戏剧学院。
1981年費翔回到臺灣，出演女導演張艾嘉的臺視單元劇《十一個女人》的演出，踏入演藝圈。
1982年加入EMI唱片，與著名製作人譚健常合作在臺灣推出的首張個人專輯《流連》。
1983年費翔參演了根據瓊瑤小說改編的電影《昨夜之燈》，與陳玉蓮、鄭少秋合演。同年費翔到新加坡宣傳唱片，唱片第一天就賣了六千張，打破紀錄，主題曲《流連》榮登排行榜第一名。香港圈裏有人預測：“一九八三年是費翔的”。
1984年后费翔转到宝丽金唱片公司，出版专辑《埋藏过去》，被誉为宝丽金的第一张王牌唱片。
1985年費翔在香港主演電影《皇家大賊》與梁家仁、朱江合作，同年與鐘楚紅合作《竹籬笆外的春天》。
費翔在臺灣及東南亞地區推出了八張專輯，多次獲得金唱片獎。在新加坡評選的亞洲十大歌星，費翔與臺灣歌星劉文正、費玉清、鳳飛飛、江玲同時入選並居前五名，同時入選的有日本的山口百惠、西城秀樹及香港的鄭少秋、汪明荃等則位居後五名。　
1986年費翔陪母親回北京探望住在崇文區的外婆，他希望借此機會能向母親故土的10億同胞獻上自己的心聲。費翔在廣州太平洋影音公司出版了他在中國大陸的第一張個人專輯《跨越四海的歌聲》，成為第一位跨越海峽進軍中國大陸歌壇的臺灣藝人。
1987年，費翔在中央電視臺春節聯歡晚會演唱《故鄉的雲》和《冬天裏的一把火》。1987年夏天，受上海電視臺邀請拍攝音樂風光片《椰風海韻》。
因當時臺灣的政治環境，費翔到中國大陸表演的行為不為政府所容許；他被迫放棄在臺灣的演藝事業，轉赴中國大陸發展。費翔除在中國大陸重新出版自己較早的流行歌曲以外，還將臺灣最優秀的流行歌曲經過重新演繹介紹到中國大陸，這種重新演繹容入了屬於費翔自己的鮮明特色。
费翔的歌声传遍了中国大陸，仅他的《跨越四海的歌声》磁带发行就达到两千万，其后出版的《四海一心》、《夺标》、《太阳眼镜》、《现在流行什么》等5盒磁带，费翔专辑总销量突破3000万。
1989年費翔舉辦了《現在流行什麼》費翔1989全國巡迴演唱會。在中國大陸巡迴十三個城市，北京、上海、成都、貴州、蘭州、瀋陽、大連、太原、廣州、武漢、重慶、南昌、南京，最後仍回北京舉行彙報演出。中央電視臺和中央新聞電影製片廠拍成錄影和影片向全國播放。
1990年費翔前往紐約，在百老匯發展。經過一年的歌舞訓練，費翔憑藉刻苦的努力和對音樂的良好表現力，在“世界音樂的聖殿”的百老匯，費翔在——幾乎紐約所有的演員都希望能夠參與其中——的音樂劇《西貢小姐》（Miss Saigon）中，作為原班演員第一次登上了百老匯舞臺，費翔將參與《西貢小姐》（Miss Saigon）的演出視為自己歌唱事業的新篇章。之後費翔又參與了話劇《燙鑰匙》、音樂劇《尼哥與諾拉》（Nick & Nora）等演出。費翔成功轉變为有扎實演唱功力的百老匯演員。
1993年及1995年，费翔得到“世界音乐剧教父”安德鲁·洛伊·韦伯认可。两次成为其专场音乐会主唱之一，在美国40多个城市巡演。 在韦伯本人的指导下，演唱了他创作的许多经典作品，并且多次和著名女高音歌唱家莎拉·布莱特曼同台演唱名歌舞剧“歌剧魅影”的主要曲目。此后，莎拉·布莱特曼特别邀请费翔做个人演唱会嘉宾。费翔其中的演唱受到了《纽约时报》的特别好评，被评为“激情四射的耶稣”，费翔的名字开始被许多美国人所熟悉。
1996年楊瀾與上海電視臺作的《楊瀾視線》，費翔做為嘉賓主持出現在前六集中，向中國大陸觀眾介紹百老匯的音樂劇，在這幾集中費翔帶領大家走入了百老匯的幕後，從演員的排練，到舞臺的佈景……費翔對介紹百老匯音樂劇起了很大的作用。許多中國大陸民眾從那時才知道，“百老匯”是“音樂劇”的代名詞，並簡要瞭解了音樂劇。
1997年，費翔在紐約錄製了《百老匯精選》。專輯耗資巨大，專輯製作橫跨紐約、倫敦、北京、臺北四地耗資千萬打造。曲目包括費翔在韋伯美國巡演音樂會上表演過的作品和百老匯歷史上代表性的精彩歌曲。
1997年7月1日，慶祝香港回歸在北京人民大會堂舉辦的名為《回歸頌》的大型晚會上，費翔又一次唱起了經典歌曲《故鄉的雲》。 同年費翔出版了復出後的第一張流行專輯《現在Now》，這是一張全新錄製的新歌加精選。其中根據費翔特有的音樂曲風及人生經歷選定的《龍子龍孫》，獲得當年中國大陸十大流行金曲。
费翔在中國大陆不仅唱歌也演戏，1997年他在中國大陆参加了一部中國大陆名导陈凯歌监制的一部廿集电视连续剧《朗园》的演出，并演唱主题曲《几朝风雨》。
2000年紅遍臺灣的《超級星期天》幫助著名節目主持人陶晶瑩尋找她少女時期迷戀的偶像費翔。《超級星期天》遠赴美國，幫陶晶瑩尋找到了費翔。睽違臺灣十四年，費翔在《超級星期天》裏一露面，其氣勢仍銳不可擋，居然為節目締造了多年來少有的收視飆高紀錄。費翔復出成為臺灣歌壇最熱門的話題，各家唱片公司紛紛找出他以前的唱片，冠以《費常翔念》、《念舊費翔》的名稱重新推出。
臺灣媒體聯合舉辦了「2000年度風雲人物票選活動」，費翔竟打敗第一夫人吳淑珍及同門天后師姊張惠妹，以二千三百九十四票奪得亞軍。
費翔與抗老專家王衛民教授合著一本書《抗老專家王衛民教授給費翔的12把金鑰匙》給予歌迷養生抗老的健康秘訣。　
2000年7月，費翔在臺灣與豐華唱片簽約代理，中國大陸部分的經紀約則在8月簽約於EMI。淡出歌壇許久的費翔重新回到了舞臺中央，推出了全新唱片《愛過你》，匯集中臺美三地頂尖音樂人協力打造，融合了不同創作概念，納入了新音樂元素。
2001年在費翔的提議下，在北京人民大會堂和上海大劇院，上演了《非凡之作——韋伯爵士世界音樂劇盛典》，此次音樂劇盛典是集合了“音樂劇之父”安德魯·洛伊·韋伯經典劇碼中的經典唱段的音樂會，音樂劇被首次鄭重推介到中國大陸，這是費翔第一次在中國大陸表演韋伯的音樂劇作品，觀眾可以一次聽到韋伯音樂劇中所有最好的歌，費翔搖滾風格的《耶穌基督巨星》成為最精彩的唱段之一。
費翔是這兩場演出的靈魂人物，一人包辦了主演和主持。此次演出還特別邀請了享有“英國音樂劇第一夫人”美譽的伊蓮·佩姬（Elaine Paige）。
2001年费翔在广州接受了雪碧中国大陸原创音乐流行榜的“全国金心奖”，并在当晚的颁奖晚会上演唱了新歌《崇拜》。
2002年費翔推出了兼具性感及自由的全新音樂概念專輯《野花》，盡顯費翔的浪漫與感性。《野花》是費翔傾注相當多心血的力作，臺北、北京、上海、馬來西亞四地錄音，專輯的後期製作及混音特別遠赴倫敦完成。《野花》以全新風格展現在眾人面前，整張專輯的風格主要是以電子音樂為主，營造出有層次的韻律感，費翔邀請多個國家的音樂人參與其中，取材不僅全面，更大膽創新。
2003年到2005年費翔舉行了《費翔呼風喚雨世界巡迴演唱會》，作為費翔重返歌壇的比較完整的概括性的演出。演唱會還邀請了美國百老匯音樂劇新秀米蓮娜·高維西、百老匯的名演員海瑟·蘿茲、陶晶瑩、朱樺做特約嘉賓。百老匯著名的服裝設計師羅傑·科克為費翔和十六位舞蹈演員設計了所有演出服。演唱會在上海、武漢、北京、成都、臺北、馬來西亞、悉尼演出。 
2004年費翔推出《百老匯經典輯》中英文雙CD，專輯有中英文共22首，專輯製作橫跨紐約、倫敦、北京、臺北四地，曲目包括費翔在“音樂劇之父”安德魯·洛伊·韋伯美國巡演音樂會上表演過的作品和百老匯歷史上代表性的精彩歌曲。音樂劇知名作曲家安德魯·洛伊·韋伯新歌“Learn to be lonely”是其问鼎2006年奥斯卡之作，费翔成为世界第一位演唱的歌手。
2005年他又與言承旭、張鈞甯共同出演臺灣電視劇《白色巨塔》，在裏面扮演醫生莊明哲。費翔主唱了偶像劇《愛情魔戒》的片頭、片尾歌曲。
2006年，费翔在新加坡表演了音乐剧《夜幻柏林》。演出共10场。
2007年費翔推出主打歌《男人不壞》，首次嘗試在歌曲MV中扮演不同年代的壞男人。《男人不壞》這首歌的MV比較靠近輕喜劇，費翔做了新嘗試。MV裏有很多舞臺劇的成分，也有一些喜劇成分在裏面，關於歌曲主旨，費翔認為這是一首探討男女之間問題的歌曲。
2008年，費翔為2008年北京奧運會發行了一首主題歌《世界沒有距離》，並在中國中央電視臺為慶祝北京奧運會，在美國洛杉磯和英國倫敦的節目上演唱。
2009年，他首次在澳大利亚举办演唱会，在悉尼的Lyric Theatre 剧场连续两场演唱会票售罄。
2012年費翔再度參與了中央電視臺《春節聯歡晚會》，獻唱《故鄉的雲》。並在北京衛視的環球春晚演唱《永無止境的愛戀》（I just can't stop loving you）。
2012年費翔在電影中飾演反派一號：天狼國巫師，被稱為天魔師。費翔參與了《畫皮2》的多次宣傳。費翔不僅一人承擔了電影在臺灣的宣傳，費翔參與了戛納、上海兩大國際電影節，走上了戛納國際電影節的紅地毯。
2012年11月，音樂劇女王伊蓮·佩姬（Elaine Paige）的倫敦西區音樂劇精選演唱會，邀請費翔參與其中，在北京、上海、新加坡進行演出。費翔與伊蓮·佩姬默契合作三首歌曲。費翔還為首都觀眾獻上了4首獨唱歌曲。
费翔主演的《封神第一部》于2023年7月20日在中国大陆上映。他饰演反派角色殷寿受到普遍认可，台词风格被称为“商务殷语”作为网络热梗流行。

## 個人生活
费翔与香港乐坛天后叶倩文在1980年初相识，有过一段短暂恋情，后分手收场。叶倩文现任丈夫为香港歌手林子祥。

## 演出作品

### 電視劇
| 年代   | 頻道 | 劇名                               | 飾演人物       | 導演       | 合作演員                       |
| ------ | ---- | ---------------------------------- | -------------- | ---------- | ------------------------------ |
| 1981年 | 台視 | 單元劇《十一個女人》之《去年夏天》 | 盲人青年羅迪   | 張艾嘉     |                                |
| 1996年 |      | 《朗園》                           | 香港商人       | 陳凱歌監製 |                                |
| 2006年 | 中視 | 《白色巨塔》                       | 外科医师莊明哲 | 蔡岳勳     | 言承旭、戴立忍、吳孟達、張鈞甯 |

### 電影
| 年代   | 片名                         | 飾演人物           | 導演   | 合作演員                                                                                               |
| ------ | ---------------------------- | ------------------ | ------ | --- |
| 1983年 | 《昨夜之燈》                 | 校園風雲人物唐萬裏 | 劉立立 | 陳玉蓮、鄭少秋                                                                                         |
| 1985年 | 《皇家大賊》                 | 青年幹探周福祥     | 章国明 | 梁家仁、朱江                                                                                           |
| 1985年 | 《竹籬笆外的春天》           | 美國飛行教官麥克   | 李佑宁 | 鐘楚紅、林瑞陽、蘇明明                                                                                 |
| 2012年 | 《》                         | 天狼國巫師         | 烏爾善 | 趙薇、陳坤、周迅、楊冪、馮紹峰                                                                         |
| 2016年 | 《西遊記之孫悟空三打白骨精》 | 雲海西國國王       | 鄭保瑞 | 郭富城、鞏俐、馮紹峰、小瀋陽、羅仲謙                                                                   |
| 2023年 | 《封神第一部：朝歌风云》     | 殷寿               | 烏爾善 | 李雪健、黃渤、于適、陳牧馳、娜然、此沙、武亞凡、夏雨、袁泉、王洛勇、侯雯元、黃曦彥、李昀銳、楊玏、陳坤 |
| 2024年 | 《窗前明月，咣！》           | 胡恭平             |        | |
| 2025年 | 《封神第二部：战火西岐》     | 殷寿               | 烏爾善 | 娜然、陳牧馳、吴兴国、那尔那茜、黃渤、于適、夏雨                                                       |

## 主持作品
| 年代                        | 頻道 | 節目       | 備註                        |
| --------------------------- | ---- | ---------- | --------------------------- |
| 1985年2月6日至1985年4月16日 | 台視 | 《快樂城》 | 共8集，每週二21:30～23:00。 |

## 音樂作品
| 發行日期       | 專輯名稱                  | 發行公司               | 曲目 |
| -------------- | ------------------------- | ---------------------- | --- |
| 1982年         | 流連                      | 百代唱片               | 曲目 1. 流連 2. 吻別 3. 玫瑰裡的芳香 4. 情懷 5. 緣 6. 美夢 7. 即使如此 8. 焚 9. 寧靜的夜晚 10. 明星 11. 纖柔的她 12. 總是想起你 |
| 1982年         | 問斜陽                    | 百代唱片               | 曲目 1. 問斜陽 2. 羅曼史 3. 不再回頭 4. 不再別離 5. 不要再想你 6. 我想 7. 太極張三豐 8. 聽不見看不見 9. 為什麼 10. 旅情 11. 愛 12. 宇宙海 |
| 1983年         | 午夜星河                  | 百代唱片               | 曲目 1. 午夜星河 2. 昨日今日 3. 永遠永遠不變 4. 山林 5. 紅顏 6. 那就是你 7. 愛你不是謊言 8. 情懷 9. 友情 10. 一封信 11. 美夢 12. 默契 |
| 1983年         | 海闊天空                  | 百代唱片(新格發行)     | 曲目 1. 海闊天空 2. 城堡 3. 白馬公主 4. 心碎的告白 5. 只要喚我一聲 6. 一葉浮萍 7. 情為何物 ? 8. 飄 9. 愛奴 10. 家 11. 月神 12. 愛已休止 |
| 1984年         | 埋藏過去                  | 寶麗金唱片             | 曲目 1. 等待 2. 天窗 3. 埋藏過去 4. 嘿!我的愛 5. 釘起來 6. 遺忘 7. 你是我的王牌 8. 走入陷阱 9. 淘金 10. 喔!紐約 |
| 1985年         | 慧眼                      | 百代唱片               | 曲目 1. 慧眼 2. 明星 3. 流連 4. 問斜陽 5. 一封信 6. 寧靜的夜晚 7. 永遠永遠不變 8. 山林 9. 吻別 10. 情為何物 11. 昨日今日 12. 戀愛不要當遊戲 |
| 1986年         | 跨越四海的歌聲            | 太平洋影音             | 曲目 1. 惱人的秋風 2. 故鄉的雲 3. 冬天裡的一把火 4. 流連 5. 今晚想念你 6. 只有分離 7. 愛情故事 8. 好好愛我 9. 我怎麼哭了 10. 牽引 11. 再愛我一次 12. 昨夜星辰 |
| 1986年         | 冷太陽                    | 寶麗金唱片             | 曲目 1. 什麼樣的愛 2. 冷太陽 3. 孤雁 4. 空白的時候 5. 就怕失去你 6. 回顧 7. 弧形 8. 原始的心 9. 三角 10. 年輕的諾言 11. 我懂 12. 尋 |
| 1987年         | 四海一心                  | 太平洋影音             | 曲目 1. 飛揚的青春 2. 呢喃 3. 安娜 4. 讀你 5. 沙漠之足 6. 我要高飛 7. 最後的華爾滋 8. 雨中徘徊 9. 海角天涯 10. 夏的季節 11. 倩影 12. 夏天的浪花 |
| 1988年         | 奪標                      | 太平洋影音             | 曲目 1. 女孩,女孩 2. 愛的路上我和你 3. 奪標 4. 想飛 5. 風 6. 過住雲煙 7. 我的心裡沒有她 8. 月琴 9. 小雨來的正是時候 10. 週末午夜 11. 善變的臉 12. 灰色 |
| 1988年         | 太陽眼鏡                  | 太平洋影音             | 曲目 1. 溜溜的她 2. 午夜星河 3. 今夜不能醉 4. 爸爸不要說 5. 無盡的港口 6. 婚禮的祝福 7. 無話可說 8. 不能言語 9. 海洋之歌 10. 夢裡 11. 愛我 12. 太陽眼鏡 |
| 1989年         | 現在流行什麼？            | 國際文化交流音像出版社 | 曲目 1. 現在流行什麼 2. 寂寞的眼 3. 戒痕 4. 含淚的眼 5. 心跳 6. 感謝 7. 一場遊戲一場夢 8. 風的線條 9. 情歌不好唱 10. 心中的火 11. 夜的櫥窗 12. 蝶衣 |
| 1995年         | 故鄉的雲                  | 太平洋影音             | 曲目 1. 安娜 2. 冬天裡的一把火 3. 讀你 4. 故鄉的雲 5. 海角天涯 6. 好好愛我 7. 灰色 8. 流連 9. 惱人的秋風 10. 女孩 11. 我怎麼哭了 12. 牽引 13. 夏日季節 14. 雨中徘徊 15. 只有分離 |
| 1997年         | 百老匯精選                | 第一中國音樂公司       | 曲目 1. 像沒說過再見《日落大道》 2. 回憶《貓》 3. 歌劇魅影《劇院幽靈》 4. MUSIC OF THE NIGHT《劇院幽靈》 5. 瑪利亞《西城故事》 6. 永恆的光芒《化身博士》 7. 人去樓空《悲慘世界》 8. 只有你《星光列車》 9. 分手的時候《鳳宮劫美錄》 10. 日出日落《屋頂上的提琴手》 11. 我不能沒有你《劇院幽靈》 12. UNEXPECTED SONG《輕歌妙舞》 13. 一夜情《夢幻女郎》 14. 良宵花月夜《南太平洋》 15. 愛過無怨《歌舞線上》                |
| 1998年         | NOW                       | 第一中國音樂公司       | 曲目 1. 雪孩子 2. 惱人的秋風(紐約REMIX) 3. 龍子龍孫 4. 孤雁 5. 錯過的愛 6. 只有分離 7. 幾朝風雨 8. 冬天裡的一把火(紐約REMIX) 9. 慧眼 10. 在你的笑容背後 11. 讀你 12. 讓我與你相遇 13. 故鄉的雲 |
| 1998年3月      | 典藏金曲之費翔            | 百代唱片               | 曲目 1. 流連 2. 慧眼 3. 海闊天空 4. 問斜陽 5. 心碎的告白 6. 情為何物 7. 吻別 8. 月神 9. 愛奴 10. 山林 11. 戀愛不要當遊戲 12. 明星 13. 愛已休止 14. 焚 15. 家 16. 一葉浮萍 |
| 2000年         | 精選2000                  | 百代唱片               | 曲目 1. 流連 2. 午夜星河 3. 一封信 4. 永遠永遠不變 5. 吻別 6. 明星 7. 昨日今日 8. 愛奴 9. 家 10. 愛你不是謊言 11. 海闊天空 12. 問斜陽 13. 寧靜的夜晚 14. 山林 15. 情為何物 16. 心碎的告白 17. 戀愛不要當遊戲 18. 慧眼 19. 友情 20. 月神 |
| 2000年3月      | 想念依舊                  | 百代唱片               | 曲目 1. 流連 2. 海闊天空 3. 午夜星河 4. 問斜陽 5. 一封信 6. 寧靜的夜晚 7. 永遠永遠不變 8. 山林 9. 吻別 10. 情為何物 11. 明星 12. 心碎的告白 13. 昨日今日 14. 戀愛不要當遊戲 15. 愛奴 16. 慧眼 17. 家 18. 友情 19. 愛你不是謊言 20. 月神 |
| 2000年4月      | 費常翔念                  | 環球唱片               | 曲目 1. 冷太陽 2. 愛就象短暫的夢 3. 弧形 4. 天窗 5. 真心 6. 遺忘 7. 等待 8. 喔!紐約 9. 淘金 10. 天窗 |
| 2000年         | "中國"歌壇明星集1 費翔    | 太平洋影音             | 曲目 1. 故鄉的雲 2. 冬天裡的一把火 3. 惱人的秋風 4. 只有分離 5. 好好愛我 6. 讀你 7. 牽引 8. 我怎麼哭了 9. 雨中徘徊 10. 流連 11. 海角天涯 12. 安娜 13. 夏日季節 14. 灰色 15. 女孩,女孩 |
| 2000年10月     | 愛過你                    | 豐華唱片               | 曲目 1. 愛過你 2. 愛要說出來 3. 夢裡都是你 4. 雪孩子 5. 愛是種罪過 6. 咖啡幸福 7. 飛過世界 8. 在你的海中 9. 六月雪 10. 一場大雨 11. 分手在緣盡的時候 12. She 13. 旅程 14. 精彩 15. 咖啡的幸福 |
| 2000年12月     | 浮雲遊子 費翔暢銷金曲專輯 | 環球唱片               | 曲目 1. 冷太陽 2. 愛就像短暫的夢 3. 弧形 4. 真心 5. 等待 6. 尋 7. 喔!紐約 8. 淘金 9. 什麼樣的愛 10. 空白的時候 11. 三角 12. 埋藏過去 13. 你是我的王牌 14. 年輕的諾言 15. 我懂 |
| 2001年12月     | 野花                      | 豐華唱片               | 曲目 1. 以防萬一 2. 橄欖樹 3. 野花 4. Love Me 5. 難題 6. Shangri La 7. 刺激 8. 別走 9. 不再冷 10. 天亮再回去 11. 5度沙漠 12. For You Only 13. 野花(柔情版) |
| 2004年         | 愛情魔戒電視原聲帶        | 豐華唱片               | 曲目 1. 我們的幸福呢(溫馨配樂版) 2. 我們的幸福呢 費翔（愛情魔戒片頭曲） 3. 甜蜜兒時 4. Autumn Romanza (湖光春色) 5. 再見(鋼琴版) 費翔（愛情魔戒片尾曲） 6. 午夜狂奔 7. 愛情故事 費翔 8. 談判 9. 再見 費翔 10. Same Side Of The Moon Corrinne May 11. 悲慘童年 12. Love Story (浪漫配樂版) 13. The Last Time I Saw Her (絕望) 14. 再見(浪漫配樂版)                                                                        |
| 2005年         | 費翔百老匯經典輯          | 豐華唱片               | 曲目 1. 像沒說過再見 2. 歌劇魅影 3. 回憶 4. 瑪利亞 5. 一夜情 6. 我不能沒有你 7. 人去樓空 8. 只有你 9. 日出日落 10. 愛過無怨 11. FOR GOOD 12. IF EVER I WOULD LEAVE YOU 13. MUSIC OF THE NIGHY 14. PILATE’S DREAM 15. UNEXPECTED SONG 16. SOME ENCHANTED EVENING 17. I DON’T CARE MUCH 18. WITHOUT YOU 19. I GET A KICK OUT OF YOU 20. GOOD THING GOING / NOT A DAY GOES BY 21. THIS IS THE MOMENT 22. LEARN TO BE LONELY |
| 2006年         | 王者歸來                  | 太平洋影音             | 曲目 1. 溜溜的她 2. 惱人的秋風 3. 讀你 4. 我怎麼哭了 5. 故鄉的雲 6. 問斜陽 7. 只有分離 8. 海角天涯 9. 牽引 10. 好好愛我 11. 流連 12. 女孩,女孩 13. 夢裡都是你 14. 歌劇魅影 15. 安娜 16. 冬天裡的一把火 |
| 2007年12月28日 | 男人不壞(EP)              | FX Touch Limited       | 曲目 1. 男人不壞 2. 關於離別 |
| 2014年12月26日 | 人                        | 豐華唱片               | 曲目 1. I'll Be Your Man 2. 在每一刻 3. 對話 4. 過去式 5. 旋窩 6. 如果還有如果 7. 你 8. 天邊 9. 虛幻之城 10. 一個人 11. 謊 12. I'll Be Your Remix 13. MV - I'LL BE YOUR MAN.mp4 |